# Hylophylax punctulatus
El hormiguero lomipunteado (en Ecuador) (Hylophylax punctulatus), también denominado hormiguero punteado (en Venezuela), hormiguero de dorso punteado (en Perú) u hormiguero dorsipunteado (en Colombia), es una especie de ave paseriforme de la familia Thamnophilidae perteneciente al género Hylophylax. Es nativo de la cuenca del Amazonas en América del Sur.

## Distribución y hábitat
Se distribuye en el sur de Venezuela (Amazonas, y en la cuenca del río Caura en Bolívar), sureste de Colombia (Meta, Caquetá, Vaupés), este de Ecuador (localmente en Sucumbíos al sur hasta Pastaza), noreste y sureste de Perú (Loreto, sur de Madre de Dios), oeste y sur de la Amazonia brasileña (Roraima, Amazonas, Pará al sur del río Amazonas y al este hasta los ríos Tocantins y Araguaia, Rondônia, norte de Mato Grosso) y norte y este de Bolivia (cuenca del bajo río Beni en Pando y Beni, también en el extremo noreste de Santa Cruz).
Esta especie es considerada poco común en su hábitat natural, el sotobosque de bosques de várzea, usualmente cerca de cursos de agua o lagos; generalmente en cuencas de aguas negras. Por debajo de los 300 m de altitud.

## Descripción
Mide en promedio 11 cm de longitud. El dorso y la corona son de color marrón oscuro, con puntos blancos en el lomo; el pecho presenta listas bancas y marrón y el vientre es blanco, con pequeños tintes amarillentos. El macho presenta garganta de color negro; la hembra tiene la garganta branca, con apenas una estría lateral negra. Las patas son grises y el iris color castaño.

## Sistemática

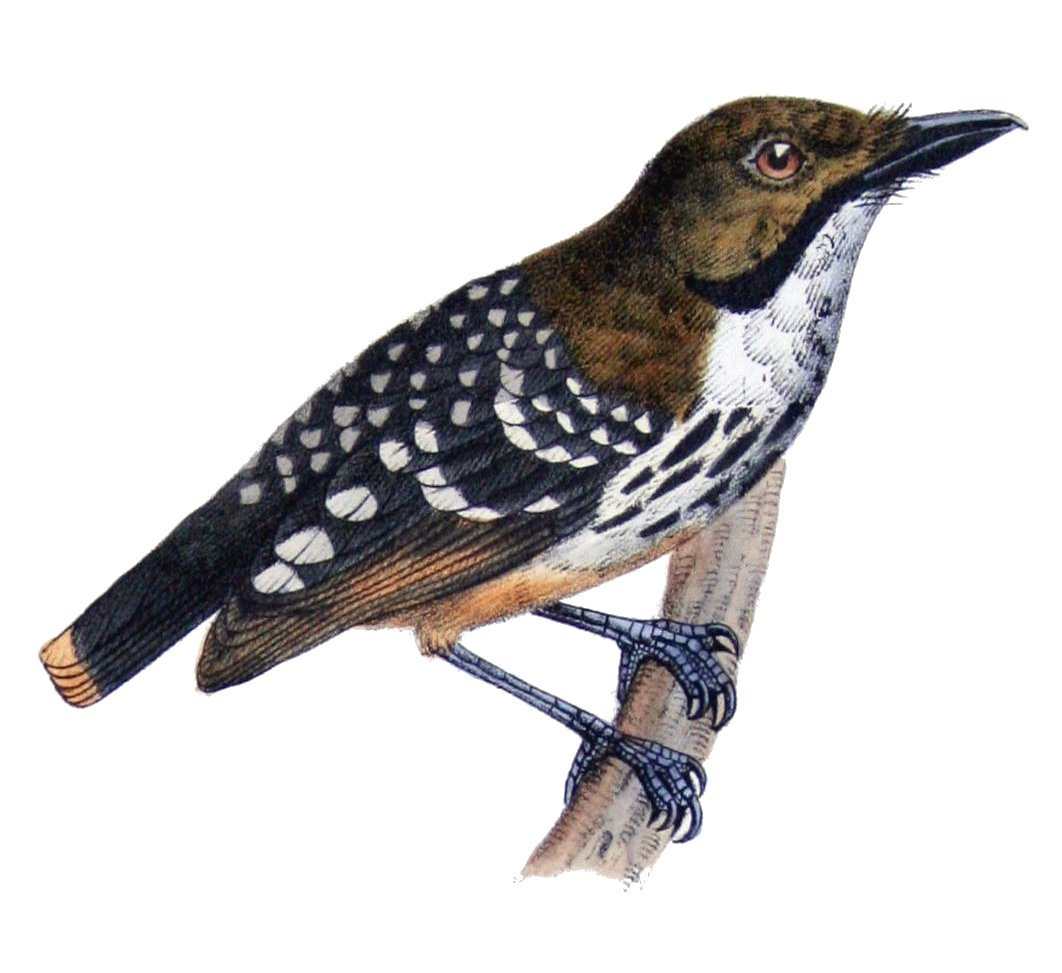
Rhopothera guttata sinónimo de Hylophylax punctulatus, ilustración de Castelnau, para Expédition dans les parties centrales de l'Amérique du Sud, 1856.

### Descripción original
La especie H. punctulatus fue descrita por primera vez por el ornitólogo francés Marc Athanase Parfait Œillet Des Murs en 1856 bajo el nombre científico Rhopotera punctulata; la localidad tipo es «Pebas, Loreto, Perú.»

### Etimología
El nombre genérico masculino «Hylophylax» se compone de las palabras del griego «hulē» que significa ‘bosque’, ‘selva’, y «phulax, phulakos» que significa ‘guardián’, ‘centinela’; y el nombre de la especie «punctulatus», en latín significa ‘punteado’, ‘manchado’.

### Taxonomía
Las poblaciones del centro de la distribución (del río Madeira al este hasta el Xingu) han sido algunas veces separadas como la subespecie descrita H. p. subochraceus J.T. Zimmer, 1934, pero parece que intergradan con otras poblaciones de una vasta región al sur del río Amazonas. Es monotípica.